# Купчинскас, Юозас Казевич
Юозас Казевич Купчинскас (род. 25 марта 1906 г., Параушяй, Вилкавишкский уезд — 26 января 1971 года, Каунас) — литовский врач, терапевт, педагог, общественный деятель.

## Биография
Родился в крестьянской семье. Учился в Паежеряйской и Параушяйской начальных школах. В 1924 году окончил Мариямпольскую реальную гимназию и поступил на отделение биологии факультета естественных наук и математики Литовского университета. В 1928 году переведен на третий курс лечебного факультета, в 1932 году окончил Университет Витовта Великого.
С 1932 г. — преподаватель УВВ, с 1933 г. — ассистент кафедры внутренних болезней, в 1934 году принят в Каунасское медицинское общество.
В 1934-1935 гг. учился в Париже, в 1937 году за диссертацию «Об этиологии и патогенезе острого ревматизма» присвоена ученая степень доктора медицины. С 1938 года - старший ассистент.
С 1940 года — доцент, профессор кафедры внутренних болезней лечебного факультета ВМУ.
Изгнан из университета во время немецкой оккупации, работал директором Вильнюсского туберкулезного санатория.
В 1944-1950 гг. — заведующий кафедрой внутренних болезней Каунасского государственного университета, в 1944—1946 гг. по совместительству проректор университета, в 1947-1950 гг — ректор.
В 1948 году по его инициативе было восстановлено научное общество терапевтов города Каунаса.
В 1951-1971 гг. — преподаватель Каунасского медицинского института, в 1951—1953 годах — первый директор института, заведующий кафедрой внутренних болезней, в 1954—1971 гг. — заведующий кафедрой факультетской терапии.
Похоронен на Пятрашюнском кладбище.

## Научная деятельность
Разрабатывал методы лечения ревматизма, диагностики туберкулеза, изучал и классифицировал явления аутоаллергии и лекарственной аллергии. Создал школу ревматологов.

## Награды
- Орден «Знак Почёта»
- Орден Трудового Красного Знамени
- Заслуженный деятель науки Литовской ССР (1960)
- Государственная премия ЛССР (1966).

## Память
- В 1976 году на доме на ул. М. Добужинскиос, 5/34 в центре Каунаса открыта мемориальная доска.
- С 2007 года читальный зал на 3-м этаже Библиотечно-информационного центра медицинских наук КМУ носит имя профессора Ю. Купчинскаса